# Gyps
Gyps este un gen de păsări accipitriforme din familia Accipitridae, care include mai multe specii de vulturi din Lumea Veche. Membrii săi sunt uneori cunoscuți ca vulturi grifon.

## Taxonomie
Genul Gyps a fost introdus în 1809 de naturalistul francez Marie Jules César Savigny pentru a găzdui Gyps fulvus. Numele genului provine din greaca veche gups care înseamnă „vultur”. Genul conține opt specii existente.
| Imagine | Denumire științifică           | Nume comun           | Statutul pe lista roșie IUCN |
| ------- | ------------------------------ | -------------------- | ---------------------------- |
|         | Gyps fulvus Hablitz, 1883      | Vultur sur           | LC                           |
|         | Gyps bengalensis Gmelin, 1788  | Vultur bengalez      | CR                           |
|         | Gyps coprotheres Forster, 1798 | Vultur sud-african   | VU                           |
|         | Gyps indicus Scopoli, 1786     | Vultur indian        | CR                           |
|         | Gyps tenuirostris Gray, 1844   |                      | CR                           |
|         | Gyps rueppelli Brehm, 1852     | Vulturul lui Rüppell | CR                           |
|         | Gyps africanus Salvadori, 1865 | Vultur cu spate alb  | CR                           |
|         | Gyps himalayensis Hume, 1869   | Vultur himalayan     | NT                           |